# Meillant
Meillant – miejscowość i gmina we Francji, w Regionie Centralnym, w departamencie Cher.
Według danych na rok 1990 gminę zamieszkiwało 749 osób, a gęstość zaludnienia wynosiła 18 osób/km² (wśród 1842 gmin Regionu Centralnego Meillant plasuje się na 519. miejscu pod względem liczby ludności, natomiast pod względem powierzchni na miejscu 147.).